# Saint-Romain-le-Preux
Saint-Romain-le-Preux är en kommun i departementet Yonne i regionen Bourgogne-Franche-Comté i norra Frankrike. Kommunen ligger i kantonen Saint-Julien-du-Sault som tillhör arrondissementet Sens. År 2018 hade Saint-Romain-le-Preux 171 invånare.

## Befolkningsutveckling
Antalet invånare i kommunen Saint-Romain-le-Preux
| Referens: INSEE |